# Bàvars
Els bàvars o Bavarii eren una tribu germànica, originàriament establerts a Bohèmia (l'actual República Txeca) que més tard es van expandir cap a les actuals Àustria i Baviera.